# Shayne Reese
Shayne Reese (n. 15 septembrie 1982, Ballarat, Victoria, Australia) este o înotătoare ce a reprezentat Australia, medaliată olimpică. A participat la 2 ediții ale Jocurilor Olimpice (2004, 2008) în care a câștigat două medalii de aur și o medalie de bronz.